# Melanaphis formosana
Melanaphis formosana är en insektsart som först beskrevs av Takahashi, R. 1921.  Melanaphis formosana ingår i släktet Melanaphis och familjen långrörsbladlöss. Inga underarter finns listade i Catalogue of Life.